# 火器管制レーダー
火器管制レーダー（かきかんせいレーダー、英語: fire-control radar, FCR）は、射撃統制システムで用いられるレーダー。アメリカ海軍では、軍用の追尾レーダーのほとんどが火器管制レーダーであるとして、この両者を同義として扱っている。

## 概要
古典的な火器管制レーダー（追尾レーダー）は単一目標追尾（STT）方式を使用するが、これはペンシルビームを形成するアンテナを機械的に駆動することで、単一の目標に対してビームを連続的に指向し、高精度の目標情報を得る方式である。これによって得られる情報には、目標の距離・方位角・仰俯角のほかに、ドップラー信号も含まれうる。これらのうち、方位角・仰俯角の情報は、サーボ機構を介してアンテナの駆動に用いられることで、角度系について閉ループ制御を形成する。また距離・ドップラー周波数についても、同様に閉ループ制御が行われる。単に追尾レーダという場合は、このSTT方式のレーダを指すことが多い。
なお、STT方式の追尾レーダでは、高精度の方位分解能を実現するためにビーム幅はかなり狭くなっており、目標の捜索には不向きである。このため、捜索レーダと併用して、まず捜索レーダーによって目標の概略位置を把握したのちに、その周辺に追尾レーダのビームを指向して、目標を探知・識別および位置決定を行って、追尾に移行することが多い。このような追尾への移行処理のことを捕捉処理 (Target acquisition) と称する。また、追尾レーダーによってただちに目標を捕捉するに足る精度での目標探知が可能なレーダーを捕捉レーダーと称する。
またSTT方式以外の追尾方式としては複数目標追尾（Multiple Target Tracking, MTT）があり、これには捜索中追尾（TWS）機能や 電子走査アンテナ（ESA）が用いられる。これらのレーダーは、真の意味での追尾レーダーではないが、射撃指揮に足りるだけの精度の目標情報を提供しうる。

## 運用段階
火器管制レーダーは3つの異なる段階で動作する。 
指定・誘導段階
火器管制レーダーは、レーダーのビーム幅が狭いため、目標の大体の位置に向けなければならない。ロックオンすると終了する。
取得段階
火器管制レーダーは、レーダーが目標の比較的近くにあると、操作の取得段階に切り替わる。この段階では、レーダーシステムは、目標の位置が特定されるか、再指定されるまで、所定のパターンで指定領域を捜索する。この段階は、兵器が発射されると終了する。
追跡段階
火器管制レーダーは、ターゲットが特定されているときに追跡段階に入る。レーダーシステムはこの段階で目標を捕捉する。この段階は目標が破壊されると終了する。

## 性能
火器管制レーダーの性能は、主にレーダー分解能と大気条件の2つの要因によって決まる。レーダーの分解能は、近くにある2つの目標を識別するレーダーの能力である。
第一のそして最も問題となるのは、高距離分解能を得ることである。基本的な火器管制レーダーシステムでこれを行うには、より小さいパルス幅で動作しなければならない。方位分解能は、通常は狭い（1度または2度の）ビーム幅を使用することで確保される。
水蒸気量、逆転層、ダスト粒子などの大気条件もレーダーの性能に影響する。水蒸気量および逆転層はしばしばダクトを引き起こし、RF（無線周波）エネルギーが高温層および低温層を通過する際に曲がる。これは、RFがどちらに曲がっているかによって、レーダー水平線が伸びたり縮んだりすることがある。ダスト粒子や水滴は、RFエネルギーの減衰を引き起こし、結果として有効範囲の損失をもたらす。いずれの場合も、パルス繰返し周波数が低いと大気の影響を受けにくくなる。 

## 対策
ほとんどの火器管制レーダーは、無線周波数、パルス持続時間、パルス周波数、出力などの固有の特性を持っている。これらは、レーダー、ひいてはその制御する兵器システムを識別するのに役立つ。これらの特性を調べている戦闘員は、兵器の最大射程や利用可能な欠陥のような貴重な戦術情報を得ることができる。
冷戦時代にはソビエト連邦の火器管制レーダーにはしばしば名前が付けられ、NATOのパイロットは、レーダー警報受信機（RWR）によってレーダー信号を受信することでその脅威を識別することができるようになっていた。

## 地上用
最初に成功した火器管制レーダーの一つであるSCR-584は、第二次世界大戦中に連合国によって高射砲の照準用に効果的かつ広範囲に使用された。
第二次世界大戦以降、アメリカ陸軍はMIM-23 ホーク、MIM-3 ナイキ・エイジャックス/MIM-14 ナイキ・ハーキュリーズ、そして現在のMIM-104 パトリオットを含む地対空ミサイルの照準にレーダーを使用してきた。 

## 艦船用
アメリカ海軍が現在使用している火器管制レーダーの例
Mk 95
連続波イルミネーター（Mk.91 ミサイル射撃指揮装置）
AN/SPG-62
連続波イルミネーター（Mk.99 ミサイル射撃指揮装置）
AN/SPQ-9
パルスドップラー（Mk.86 砲射撃指揮装置）

## 航空機用
第二次世界大戦後、空中火器管制レーダーは、簡素な銃とロケットをもつF-86DのAN/APG-36から、F-35のアクティブ電子走査アレイベースのAN/APG-81へと進化してきた。 